# 올라프의 겨울왕국 어드벤처
《올라프의 겨울왕국 어드벤처》(영어: Olaf's Frozen Adventure)은 2017년 공개된 미국의 컴퓨터 애니메이션 영화이다. 케빈 디터스와 스티브 워머스가 감독을 맡았다. 2013년 공개된 《겨울왕국》 시리즈의 단편 영화로, 조시 개드, 크리스틴 벨, 이디나 멘젤, 조너선 그로프가 목소리 출연한다.

## 출연
- 조시 개드 - 올라프 역
- 크리스틴 벨 - 안나 역
- 이디나 멘젤 - 엘사 역
- 조너선 그로프 - 크리스토프 역

### 한국어 성우
- 이장원 - 올라프 역
- 박지윤 - 안나 역
- 소연 - 엘사 역
- 박혜나 - 엘사 역 (노래)
- 장민혁 - 크리스토프 역
- 정상윤 - 크리스토프 역 (노래)

## 우리말 제작
- 한국어 제작 : Disney Character Voices International,Inc.

## 제공
- 수입/배급 : 월트디즈니컴퍼니코리아 유한책임회사
- 제작 : 월트 디즈니 픽처스/월트 디즈니 애니메이션 스튜디오

## 같이 보기
- 크리스마스 영화 목록